# قائمة يونيو (حزب)
قائمة يونيو هو حزب سياسي في السويد.
تأسس الحزب في.004. قائد الحزب هو سرن وبي.
في الانتخابات البرلمانية لعام 2006 حصل الحزب.6072 صوت (0.47%). لكن الحزب أخفق في الفوز بأي مقعد في البرلمان.

## مواقع خارجية
- www.junilistan.se